# Contes danois
Contes danois, publié en 1873, est le premier recueil des contes d'Andersen édité par la Librairie Garnier Frères. Il comporte 17 contes, traduits par Ernest Grégoire et Louis Moland, illustrés par Yan' Dargent.
Suivront deux autres recueils :
- Nouveaux contes danois (28 contes), 1875.
- Les Souliers rouges et autres contes (45 contes), 1880.

Au total, Ernest Grégoire et Louis Moland auront traduit 90 contes sur les 156 écrits par Andersen. C'est, à cette époque, le travail de traduction le plus important des contes d'Andersen.

## Préface
Dans la préface de ce premier recueil, constitué essentiellement de contes traduits pour la première fois en français, Louis Moland explique que le choix des contes visait à présenter un échantillon représentatif des différents types de contes écrits par Andersen, afin d'offrir aux lecteurs français un aperçu assez complet des talents de l'écrivain.
Louis Moland termine son introduction en précisant que bien que le travail d'Andersen était déjà connu et apprécié en France, il espérait que ce recueil ajouterait à la réputation dont jouissait déjà l'auteur danois.

## Liste des contes
Contes danois comporte 17 contes.
- La Vierge des Glaciers
- Ib et la petite Christine
- Un crève-cœur
- Un couple d'amoureux
- Une Histoire dans les dunes
- Caquets d'enfants
- Une Feuille du Ciel
- Ce que le vieux fait est bien fait
- Le Sylphe
- La Reine des neiges, en sept histoires
- Le Fils du portier
- Sous le Saule
- Les Aventures du Chardon
- La Fille du Roi de la vase
- Le Schilling d'argent
- Le Jardinier et ses maitres